# 南开大学法学院

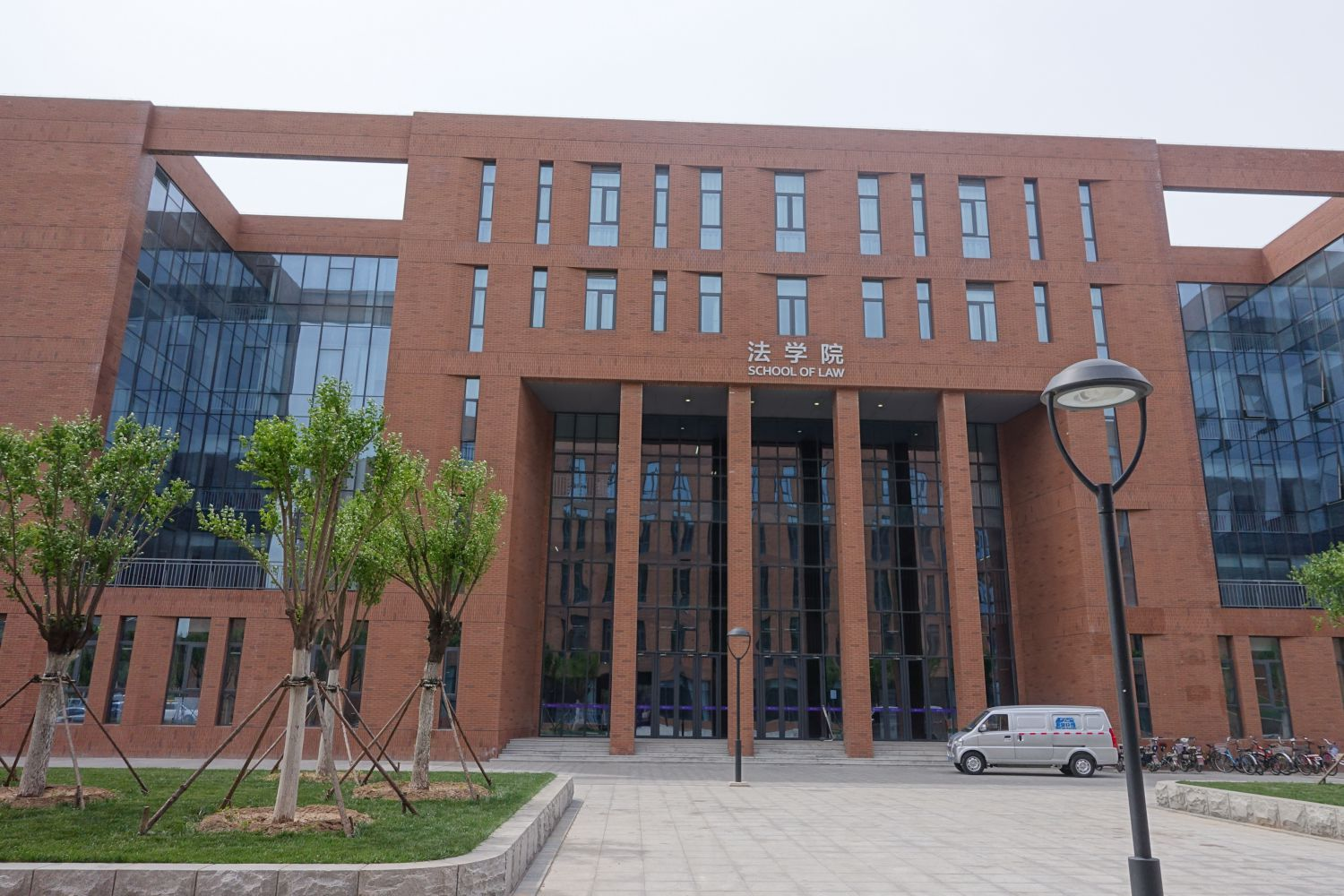
南开大学法学院

南开大学法学院，位于南开大学津南校区，是2004年在南开大学法学系、法律硕士中心和南开大学国际经济法研究所等基础上成立，培养法学本科生、法学硕士、法律硕士和法学博士，现有法学一级学科博士点，含十个二级学科博士点。